# Chiroderma salvini
Chiroderma salvini е вид прилеп от семейство Американски листоноси прилепи (Phyllostomidae). Видът не е застрашен от изчезване.

## Разпространение и местообитание
Разпространен е в Боливия, Венецуела, Гватемала, Еквадор, Колумбия, Коста Рика, Мексико, Никарагуа, Панама, Перу, Салвадор и Хондурас.
Обитава гористи местности и савани в райони с тропически климат, при средна месечна температура около 20,9 градуса.

## Описание
Теглото им е около 26,3 g.
Популацията на вида е стабилна.